# 国兼孝治
国兼 孝治（くにかね こうじ、1917年（大正6年）11月20日 - 1994年（平成6年）2月24日）は、日本の政治家。北海道岩見沢市長（1970年 - 1990年）。岩見沢市名誉市民。

## 経歴
北海道空知郡奈井江町出身。1942年（昭和17年）自治講習所卒。同年、岩見沢町役場に入庁。その後総務部課長、同部長等を経て、1970年（昭和45年）の岩見沢市長選に川村芳次のあとを受け出馬。初当選し、以後連続5期務めた。市長在職中の20年間は日本水道協会理事、桂沢水道企業団企業長、1980年（昭和55年）に全国水道企業団協議会会長、1983年（昭和58年）には全国市長会副会長も務める。
1990年（平成2年）に引退。1992年（平成4年）には岩見沢市名誉市民に選出される。
1994年2月24日、食道がんのため76歳で死去。
岩見沢市郊外の北本町には、国兼家の元住宅（1917年築）が1978年（昭和53年）に市の指定文化財となり保存されている。

## 受賞歴
- 勲三等瑞宝章（1990年）[2]
- 岩見沢市政功労者表彰（1990年）[1]

## 主な業績
下水道整備・普及や岩見沢市立総合病院改築など都市基盤整備に力を注ぎ、1985年『岩見澤百年史』編纂事業を完成させる。また、1986年には、当時の地方都市としては異例の地方博覧会「北海道21世紀博覧会」を開催。博覧会会場は閉幕後三井グリーンランド（現・北海道グリーンランド）として活用されている。